# Blauwgrijs steenschildmos
Blauwgrijs steenschildmos (Parmelia saxatilis) is een korstmossoort uit het geslacht echt schildmos (Parmelia).

## Determinatie
Blauwgrijs steenschildmos is een bladvormig korstmos. Het thallus is tot 8 cm groot, rozetvormig en ligt op de ondergrond. De meer of minder vlakke lobben worden 5-20 mm lang en 1-4 mm breed. De matte bovenzijde van het thallus is asgrauw tot blauwachtig grijs en niet berijpt. De randen zijn vaak bruin. Soms is het thallus bedekt met netvormige, verhoogde aderen (pseudocyphellen), die vooral bij jonge exemplaren over het gehele oppervlak kunnen voorkomen. Pseudocyphellen zijn kleine, punt- tot streepvormige openingen in het oppervlak van het thallus en zorgen voor de gasuitwisseling. Later worden isidiën gevormd, die bij oudere exemplaren dicht bij elkaar in het centrum zitten. Ze zijn cilindrisch tot koraalvormig. De onderzijde van het thallus is zwart met een donkerbruine rand. Tot aan de rand is de onderkant van het thallus bedekt met enkelvoudige tot gaffelvormige, zwarte rhizinen, waarmee de korstmos vastzit op de ondergrond.

### Gelijkende taxa
Blauwgrijs steenschildmos lijkt veel op gewoon schildmos, maar die heeft geen isidiën.

## Ecologie
Blauwgrijs steenschildmos wordt epilitisch aangetroffen op zuur gesteente, bijvoorbeeld graniet van hunebedden en dijken en epifytisch op zure schors van oude bomen, vooral zomereik, linde, beuk, wilg en populier. Ook komt de soort voor op dood hout. 

## Verspreiding
In Nederland is blauwgrijs steenschildmos op de hogere zandgronden en in de duinen vrij algemeen, elders zeldzaam.

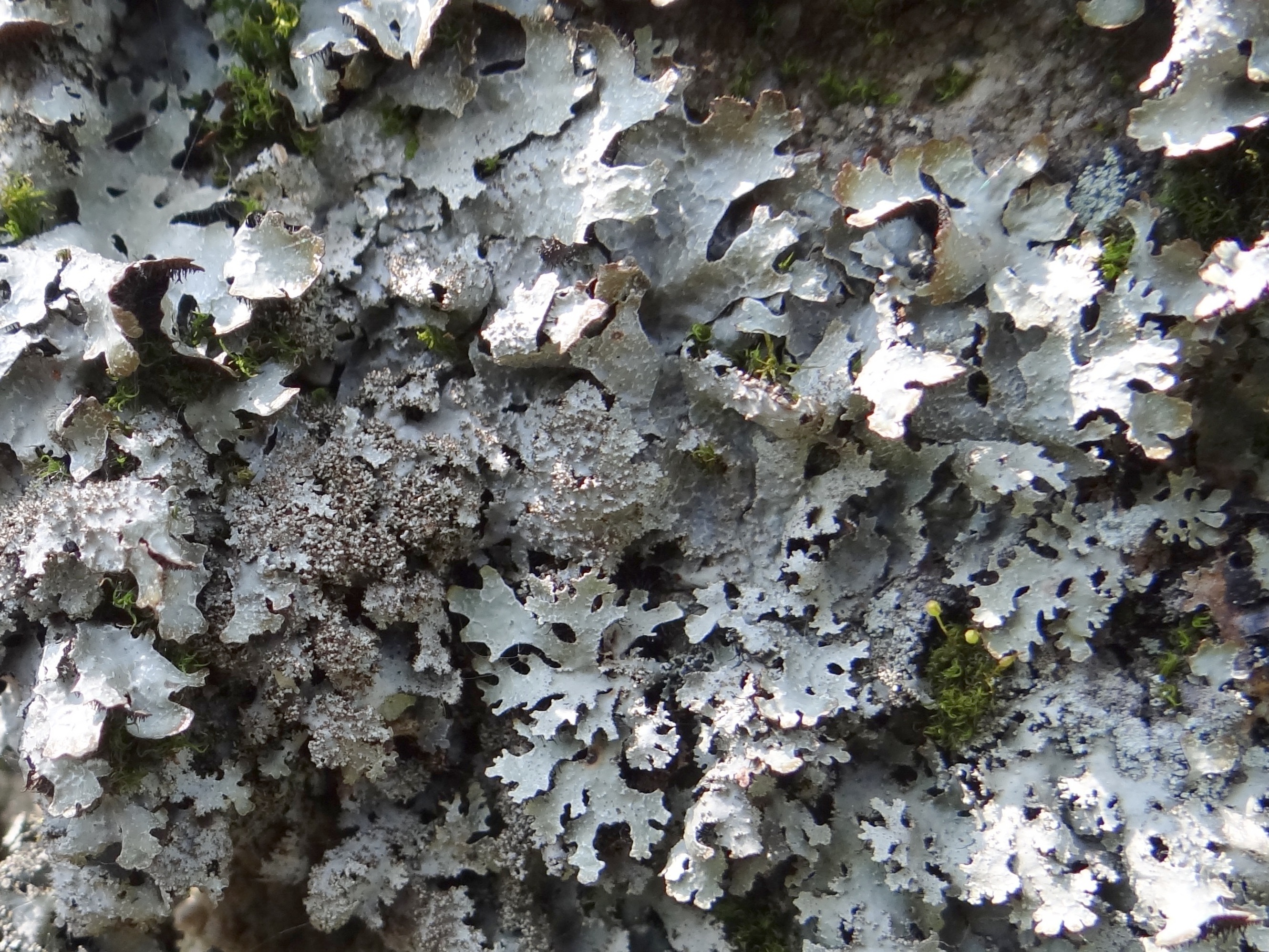
Blauwgrijs steenschildmos met pseudocyphellen